# Atez
Atez – gmina w Hiszpanii, w Nawarze, o powierzchni 26,33 km². W 2011 roku gmina liczyła 243 mieszkańców.